# کارتوگو
کارتوگو (به انگلیسی: car2go) (به معنای تحت‌الفظی "خودرو برای رفتن") گونه‌ای خدمات اشتراک خودرو است که به وسیله دایملر آ گ در اروپا و برخی شهرهای آمریکای شمالی ارائه می‌شود. این شرکت که خود سازنده خودرو اسمارت فورتو است، اجاره این خودرو را برای یک سفر درون‌شهری به صورت اختصاصی ارائه می‌کند. هزینه بهره‌گیری از این خدمات به صورت دقیقه‌ای، ساعتی یا روزانه محاسبه می‌گردد. کاربران می‌توانند با بهره‌گیری از یک اپلیکیشن قابل بارگیری روی بیش‌تر موبایل‌های هوشمند از خدمات کارتوگو بهره ببرند.

## تاریخچه
شرکت دایملر این خدمات را به اکتبر سال ۲۰۰۸ و در اولم کشور آلمان معرفی نمود. کارتوگو به وسیله یکی از واحدهای تجاری این شرکت ابداع شد و در آغاز تنها در اختیار کارکنان همین شرکت مورد آزمایش قرار گرفت. تا ماه نوامبر سال ۲۰۱۴، کارتوگو در ۱۲٬۵۰۰ خودرو و در ۳۰ شهر از ۸ کشور دنیا راه‌اندازی شده که توانسته تعداد بیش از ۱٬۰۰۰٬۰۰۰ مشتری جذب کند.

## خودروها

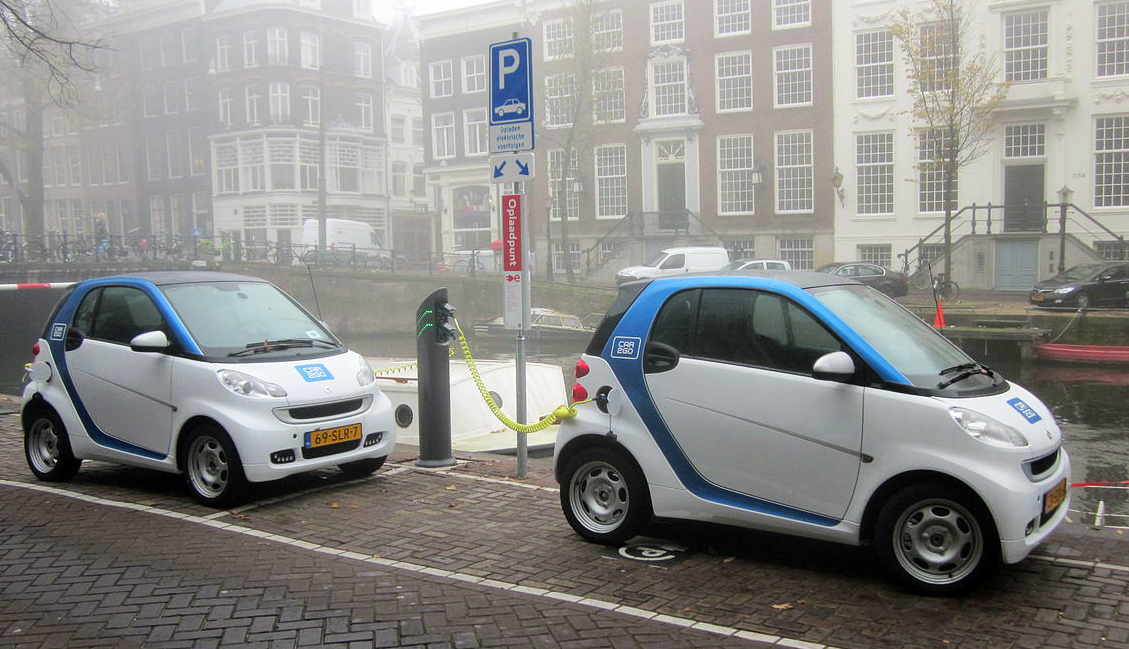
دو دستگاه اسمارت فورتوی برقی که در یکی از ایستگاه‌های شارژ کارتوگو در آمستردام قرار دارند.

کارتوگو به‌ویژه خودروهای دو سرنشینه اسمارت فورتو مدل «کارتوگو» را ارائه می‌کند که هم با سوخت فسیلی کار می‌کنند و هم برقی. مدلی که با سوخت فسیلی کار می‌کند، در سه نوع در دسترس است: «مدل اصلی» با سقف مجهز به پنل خورشیدی، «مدل به‌روز شده» با یک سقف سرتاسرنما از جنس پلی‌کربنات به علاوه آینه بقل‌های برقی و «مدل تازه» با یک سقف استاندارد. مدل برقی کارتوگو هم‌اکنون در بسیاری از شهرهای دنیا در دسترس است و کرانه‌ای در حدود ۸۴ مایل (۱۳۵ کیلومتر) دارد و می‌بایست هر دو یا سه روز یک بار شارژ شود.

## نرم‌افزارها
نرم‌افزارهای گوناگون ساخته شده برای کارتوگو به کاربران این امکان را می‌دهند که به صورت برخط، خودرو مورد نظرشان را بیابند و رزرو کنند. کاربران به هنگام رزرو کردن خودرو قادرند میزان سوخت یا شارژ آن را ببینند تا اگر بخواهند با خودرو به یک مسیر طولانی بروند، بتوانند خودرو مناسب را پیدا کنند. در صورتی که یک مشتری پر کردن باک یا شارژ کردن یکی از خودروهای کارتوگو را به عهده بگیرد، به عنوان پاداش چندین دقیقه بهره‌گیری رایگان از خودرو به وی تعلق می‌گیرد.

## شهرها
در جدول زیر، فهرست تمامی شهرهایی که خدمات کارتوگو تا ماه نوامبر سال ۲۰۱۴ در آن‌ها راه‌اندازی شده، آورده شده‌است:

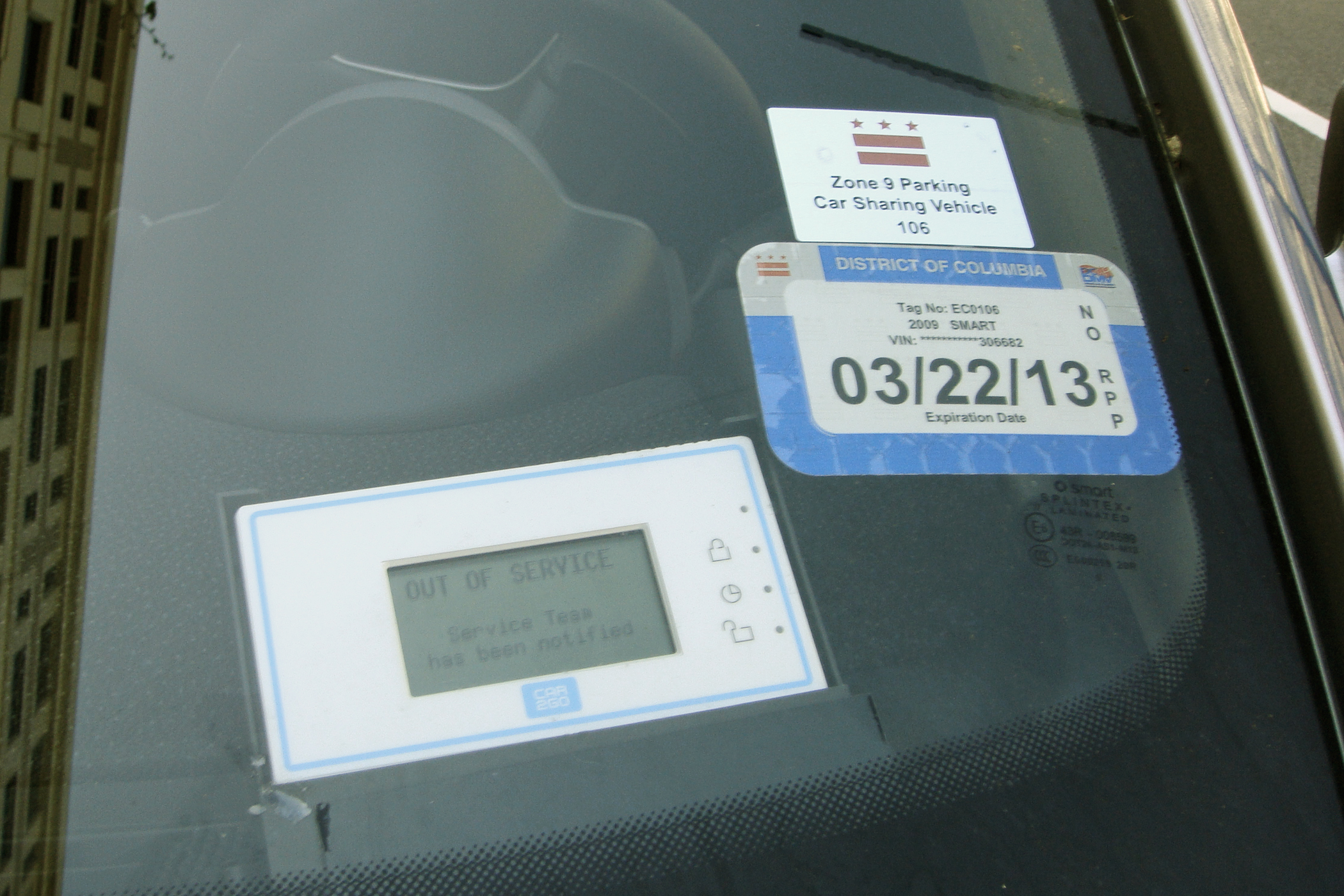
کارت‌خوان کارتوگو که به کاربران دارنده آن اجازه دسترسی به خودرو را می‌دهد.

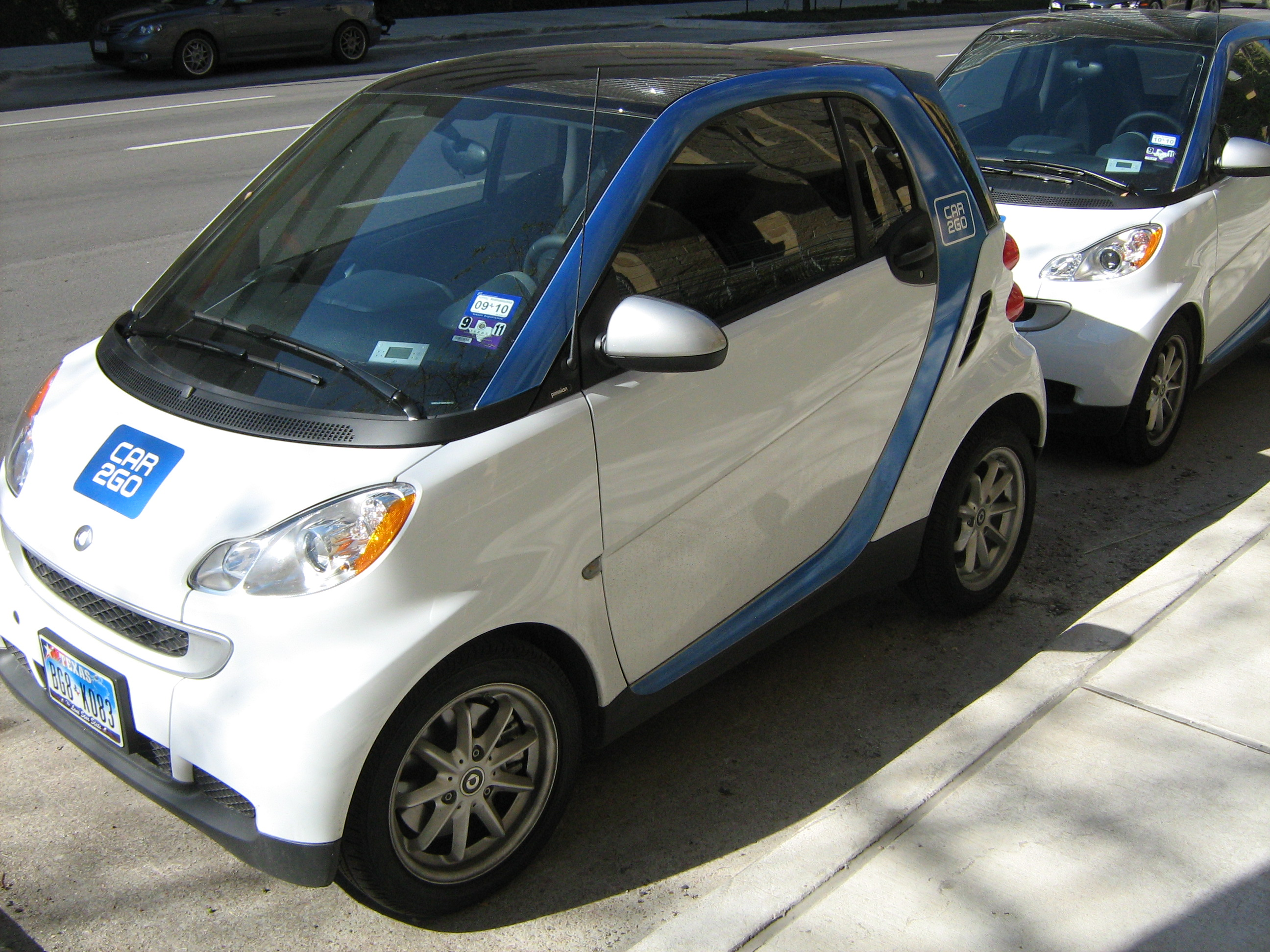
یکی از خودروهای کارتوگو در تگزاس آمریکا.

| شهر              | کشور                | تعداد خودروها                | سوخت         | تاریخ آغاز   | منبع.                |
| ---------------- | ------------------- | ---------------------------- | ------------ | ------------ | -------------------- |
| اولم             | آلمان               | در پایان ۲۰۱۴ به تعلیق درآمد | برقی و فسیلی | اکتبر ۲۰۰۸   | [ ۸ ] [ ۹ ]          |
| آستین، تگزاس     | ایالات متحده آمریکا | ۳۰۰                          | برقی و فسیلی | مه ۲۰۱۰      | [ ۱۰ ]               |
| دوسلدورف         | آلمان               | ۳۰۰                          | فسیلی        | فوریه ۲۰۱۱   | [ ۱۱ ]               |
| هامبورگ          | آلمان               | ۷۰۰                          | فسیلی        | آوریل ۲۰۱۱   | [ ۱۲ ]               |
| ونکوور           | کانادا              | ۷۵۰                          | برقی و فسیلی | ژوئن ۲۰۱۱    | [ ۱۳ ] [ ۱۴ ] [ ۱۵ ] |
| سن دیگو          | ایالات متحده آمریکا | ۳۰۰                          | برقی         | نوامبر ۲۰۱۱  | [ ۱۶ ]               |
| آمستردام         | هلند                | ۳۰۰                          | برقی         | نوامبر ۲۰۱۱  | [ ۱۷ ]               |
| وین              | اتریش               | ۸۰۰                          | فسیلی        | دسامبر ۲۰۱۱  | [ ۱۸ ] [ ۱۹ ]        |
| لیون             | فرانسه              | به تعلیق درآمد               | فسیلی        | فوریه ۲۰۱۲   | [ ۲۰ ]               |
| واشینگتن، دی سی  | ایالات متحده آمریکا | ۴۰۰                          | فسیلی        | مارس ۲۰۱۲    | [ ۲۱ ]               |
| پورتلند، اورگن   | ایالات متحده آمریکا | ۵۳۰                          | برقی و فسیلی | مارس ۲۰۱۲    | [ ۲۲ ]               |
| برلین            | آلمان               | ۱٬۲۰۰                        | فسیلی و برقی | آوریل ۲۰۱۲   | [ ۲۳ ]               |
| تورنتو           | کانادا              | ۳۷۵                          | فسیلی        | ژوئن ۲۰۱۲    | [ ۲۴ ]               |
| کلگری            | کانادا              | ۵۵۰                          | فسیلی        | ژوئیه ۲۰۱۲   | [ ۲۵ ]               |
| میامی (فلوریدا)  | ایالات متحده آمریکا | ۲۴۰                          | فسیلی        | ژوئیه ۲۰۱۲   | [ ۲۶ ]               |
| کلن              | آلمان               | ۳۵۰                          | فسیلی        | سپتامبر ۲۰۱۲ | [ ۲۷ ]               |
| اشتوتگارت        | آلمان               | ۵۰۰                          | برقی         | نوامبر ۲۰۱۲  | [ ۲۸ ] [ ۲۹ ]        |
| لندن             | بریتانیا            | به تعلیق درآمد               | فسیلی        | دسامبر ۲۰۱۲  | [ ۳۰ ]               |
| سیاتل            | ایالات متحده آمریکا | ۵۰۰                          | فسیلی        | دسامبر ۲۰۱۲  | [ ۳۱ ]               |
| بیرمنگام         | بریتانیا            | به تعلیق درآمد               | فسیلی        | مه ۲۰۱۳      | [ ۳۲ ]               |
| لس آنجلس         | ایالات متحده آمریکا | ۱۵۰                          | فسیلی        | ژوئن ۲۰۱۴    | [ ۳۳ ] [ ۳۴ ]        |
| مینیاپولیس       | ایالات متحده آمریکا | ۳۰۰                          | فسیلی        | سپتامبر ۲۰۱۳ | [ ۳۵ ]               |
| کلمبوس، اوهایو   | ایالات متحده آمریکا | ۳۰۰                          | فسیلی        | اکتبر ۲۰۱۳   | [ ۳۶ ]               |
| دنور، کلرادو     | ایالات متحده آمریکا | ۳۰۰                          | فسیلی        | ژوئن ۲۰۱۳    | [ ۳۷ ]               |
| مونیخ            | آلمان               | ۳۰۰                          | فسیلی        | ژوئن ۲۰۱۳    | [ ۱۲ ]               |
| میلان            | ایتالیا             | ۷۰۰                          | فسیلی        | اوت ۲۰۱۳     | [ ۳۸ ]               |
| مونترآل          | کانادا              | ۳۴۰                          | فسیلی        | نوامبر ۲۰۱۳  | [ ۳۹ ] [ ۴۰ ]        |
| رم               | ایتالیا             | ۶۰۰                          | فسیلی        | مارس ۲۰۱۴    | [ ۴۱ ] [ ۴۲ ]        |
| فلورانس          | ایتالیا             | ۲۰۰                          | فسیلی        | مه ۲۰۱۴      | [ ۴۳ ]               |
| سنت پل، مینه‌سوتا | ایالات متحده آمریکا | ۱۸۵                          | فسیلی        | ژوئیه ۲۰۱۴   |                      |
| فرانکفورت        | آلمان               | ۲۵۰                          | فسیلی        | سپتامبر ۲۰۱۴ |                      |
| کپنهاگ           | دانمارک             | ۲۰۰                          | فسیلی        | سپتامبر ۲۰۱۴ | [ ۴۴ ]               |
| بروکلین، نیویورک | ایالات متحده آمریکا | ۴۰۰                          | فسیلی        | اکتبر ۲۰۱۴   | [ ۴۵ ]               |
| یوجین، اورگن     | ایالات متحده آمریکا | ۵۰                           | فسیلی        | اکتبر ۲۰۱۴   | [ ۴۶ ]               |
| استکهلم          | سوئد                | ۱۰۰                          | فسیلی        | نوامبر ۲۰۱۴  |                      |